# Leptaulax immarginalis
Leptaulax immarginalis is een keversoort uit de familie Passalidae. De wetenschappelijke naam van de soort is voor het eerst geldig gepubliceerd in 1996 door Iwase.